# Хухла
Хухла е село в Южна България. То се намира в община Ивайловград, област Хасково.

## География
Село Хухла се намира в планински район.

## История
Преди Хухла да бъде освободено и присъединено към България през 1912 г., селото принадлежи административно към Ортакьойска (Ивайловградска) кааза на Османската империя. Според статистиката на професор Любомир Милетич в 1912 година в Хохла живеят 50 екзархийски български семейства или 325 души.
На 28 септември 1913 г. от турска войска е извършено клане на българите в село Хохла (Хухла) Ивайловградско, избити са 41 мъже и 1 жена, останалите жени и девойки са отвлечени от башибозука.

## Културни и природни забележителности
Черквата в селото „Свети Никола“ е построена през 1857 година.
Наново построен параклис „Свети Илия“ навръх Илинден над селото.

## Личности
- Ивайло Балабанов – роден през 1945 г. и израснал в селото. Автор е на няколко поетични книги. Починал през юли 2021 г.
- Ангел Петров Ангелов – народен музикант, кларинетист. Роден на 7 ноември 1917 г. в с. Куманич, Гръцка Македония. Преселил се със семейството си в Хухла през 1923 г. Живял до 8 ноември 1992 г. в Ивайловград.